# Дайр-эз-Заур (аэродром)
Дайр-эз-Заур, также Дейр-эз-Зор (араб. مطار دير الزور‎) — аэродром сирийских ВВС, расположенный в пригороде города Дайр-эз-Заур (Дейр-эз-Зор) одноимённой провинции (мухафазы). Важный стратегический объект восточной Сирии. В ходе сирийской гражданской войны с сентября 2014 года по сентябрь 2017 года находился в осаде вооружённых формирований ИГ.

## История
На авиабазе дислоцируется 8-я эскадрилья ВВС Сирии, на вооружении которой находились МиГ-21. Оборону аэродрома и всего гарнизона осуществляет дислоцированная здесь 137-я бригада, вместе с десантниками из 104-й бригады Республиканской гвардии, которую до своей гибели возглавлял генерал-майор Иссам Захреддин.